# Труднощі перекладу
«Тру́днощі пере́кладу» (буквальний переклад — «Втрачено в перекладі», англ. Lost in Translation) — художній фільм 2003 року, режисеркою та сценаристкою якого стала Софія Коппола. Стрічку було висунуто на чотири нагороди «Оскар». Софія Коппола отримала «Оскар» за найкращий сценарій.
Український переклад зробила Студія «Омікрон» на замовлення Гуртом..

## Сюжет
Боб Гарріс (Білл Мюррей), постаріла американська зірка, прилітає до Токіо для знімань у рекламі віскі «Санторі». Має дружину та відчуває, що їхні відносини зводяться лише до вибору кольору плиток у ванну і втратили будь-яку романтику.
У тому ж готелі, що й Гарріс, зупинилась Шарлотта (Скарлетт Йоганссон), молода випускниця коледжу, яка приїхала до Токіо разом зі своїм чоловіком-фотографом Джоном (Джованні Рібізі). Її чоловік постійно працює, і більшість часу вона проводить на самоті.
Гарріс та Шарлотта відчувають себе незатишно та самотньо у чужому місті. Вони навіть не можуть спати вночі. Культура, мова, традиції Японії — незрозумілі для них.
Саме через це вони притягуються один до одного. Познайомившись у барі готелю, герої майже не розлучаються наступні декілька днів. Вони відвідують лікарню, стриптиз-клуб, оригінальний ресторан, співають у караоке, дивляться разом телевізор та просто розмовляють.
Та приходить день, коли Боб повертається до Америки. Він телефонує Шарлотті в номер, щоб попрощатись з нею, і коли вона виходить, то виникає мовчання, бо вони не знають, які слова найкраще підібрати. Уже в таксі Боб розуміє, що мав би по-іншому попрощатися з дівчиною. Проїжджаючи крізь натовп, він раптом бачить Шарлотту, зупиняє таксиста і біжить до неї. Він обіймає її, шепоче щось на вухо, цілує, повертається в таксі та їде.

## У ролях
- Білл Мюррей — Боб Гарріс
- Скарлетт Йоганссон — Шарлотта
- Анна Фаріс — Келлі
- Джованні Рібізі — Джон
- Хаясі Фуміхіро — Чарлі
- Акіко Такесіта — Тед Треффон

## Нагороди та номінації
| - 2003 — дві нагороди Венеційського кінофестивалю: премія імені Ліни Манджиакапри (Софія Коппола) та нагорода найкращій акторці (Скарлет Йохансон). - 2003 — дві премії Національної ради кінокритиків США: фільм увійшов у десятку найкращих фільмів року і отримав нагороду за спеціальне досягнення (Софія Коппола). - 2003 — фільм увійшов у десятку найкращих фільмів року за версією Американського інституту кіномистецтва. - 2004 — номінація на премію Гільдії сценаристів США за найкращий оригінальний сценарій (Софія Коппола). - 2004 — номінація на премію Гільдії сценаристів США за найкращу чоловічу роль (Біл Мюррей). - 2004 — 5 номінацій на «Супутникову нагороду»: найкращий фільм (комедія чи мюзикл; перемога), найкраща чоловіча роль (комедія чи мюзикл; перемога), найкращий оригінальний сценарій (Софія Коппола; перемога), найкращий режисер (Софія Коппола), найкраща жіноча роль другого плану (комедія або мюзикл). - 2004 — 4 номінації на премію Ірландського кінематографа і телебачення: найкращий інтернаціональний фільм, найкращий інтернаціональний актор (Біл Мюррей), найкраща інтернаціональна акторка (Скарлет Йохансон) і найкраща музика (Кевін Шилдс). - 2004 — 4 премії «Незалежний дух»: найкращий фільм, найкращий режисер(Софія Коппола), найкраща чоловіча роль (Біл Мюрей) і найкращий сценарій (София Коппола). | - 2004 — 5 номінацій на премію «Золотий глобус»: найкращий фільм (комедія чи мюзикл; перемога), найкраща чоловіча роль (комедія чи мюзикл; перемога), найкращий оригінальний сценарій (Софія Коппола; перемога) найкращий режисер (Софія Коппола)і найкраща жіноча роль — комедія чи мюзикл (Скарлет Йохансон). - 2004 — номінація на премію Гільдії режисерів США за найкращу режисерську роботу (Софія Коппола). - 2004 — номінація на премію «Давид де Донателло» за найкращий іноземний фільм. - 2004 — 5 номінацій на премію «Вибір критиків»: найкращий фільм, найкращий режисер (Софія Коппола), найкращий актор (Біл Мюрей), найкраща акторка другого плану(Скарлет Йохансон) і найкращий сценарист (София Коппола). - 2004 — 8 номінацій на премію BAFTA: найкращий фільм, найкраща режисерська робота (Софія Коппола), найкраща чоловіча роль (Біл Мюрей; перемога), найкраща жіноча роль (Скарлет Йохансон; перемога), найкращий оригінальний сценарій (София Коппола), найкраща музика (Кевін Шилдс), найкраща операторська робота (Ленс Акорд) и найкращий монтаж (Сара Флек; перемога). - 2004 — 4 номінацій на премію «Оскар»: найкращий фільм, найкраща режисерська робота(Софія Коппола), найкращий оригінальний сценарій(Софія Коппола; перемога) і найкраща чоловіча роль(Біл Мюрей). |